# إوليويلن (إيڭيدي)
إوليويلن هي إحدى مشيخات المملكة المغربية، تتبع جغرافيا لإقليم تارودانت وإداريًا لإيڭيدي. يقدر عدد سكانها بـ 3671 نسمة حسب الإحصاء الرسمي للسكان والسكنى لسنة 2004.